# Love Comes Quickly
Singles de Pet Shop Boys
West End Girls
(deuxième édition, 1985) Opportunities (Let's Make Lots of Money)
(deuxième édition, 1986)
Love Comes Quickly est une chanson du duo britannique Pet Shop Boys extraite de leur premier album studio, Please, paru le 24 mars 1986.
Le 24 février 1986, un mois avant la sortie de l'album, la chanson a été publiée en single. C'était le deuxième single tiré de cet album.
Le single a atteint la 19e place au Royaume-Uni.